# Ar Redadeg
Ar Redadeg (en bretó, la cursa) és un col·lectiu que organitza una cursa homònima reivindicativa per tot Bretanya, amb l'objectiu de recollir fons en favor de la llengua bretona.
La primera edició de la cursa, l'any 2008, recorregué 600 quilòmetres des del 30 d'abril fins al 3 de maig, des de Naoned/Nantes fins a Karaez-Plougêr/Carhaix-Plouguer, passant per tots cinc departaments bretons.
La cursa no té caràcter competitiu, sinó que vol promoure la revitalització de la llengua bretona: Els participants (prenent el model de la Korrika basca) paguen 100€ pel dret a portar un testimoni durant 1 quilòmetre, aquest testimoni duu al seu interior un missatge que no es llegeix fins a arribar a Karaez. on coincidí amb la celebració del trentè aniversari de les escoles Diwan.